# Kyō Kara Ore Wa!!
Kyō Kara Ore Wa!! (яп. 今日から俺は!!, укр. З сьогоднішнього дня!) — японська серія манґи, написана та проілюстрована Хіроюкі Нішіморі. Манґа спочатку публікувалася в журналі сьонен-манґи Shōnen Sunday Zōkan, що виходив щомісяця з вересня 1988 року по серпень 1990 року. Потім серія була перенесена до Weekly Shonen Sunday і виходила з вересня 1990 по листопад 1997 року. Її розділи були зібрані у 38 томів. Манґа-продовження з чотирьох розділів під назвою Kyō Kara Ore wa!!!: Yūsha Sagawa to Ano Futari-hen була опублікована в Shōnen Sunday S з листопада 2018 року по лютий 2019 року і зібрана в один том.
Kyō Kara Ore Wa!! був адаптований у 10-серійну оригінальну відеоанімацію (OVA) студією Pierrot, яка була випущена з квітня 1993 року по грудень 1997 року. Манга також породила серіал, що виходив з 1993 по 1997 рік, і фільм, за участю такого ж акторського складу та персоналу, прем'єра якого відбулася в лютому 1994 року. Адаптація у виді дорами була показана на Nippon Television у 2018 році, а в липні 2020 року відбулася прем'єра фільму з тими самими акторами та персоналом дорами.
Станом на березень 2018 року Kyō Kara Ore Wa!! має тираж понад 40 мільйонів копій.

## Сюжет
Двоє хлопців, Такаші Міцухаші та Шінджі Іто, знайомляться в салоні краси. Виявляється, обидва хлопці переходять до нової школи і вирішують скористатися можливістю перевтілитися, перестати бути звичайними старшокласниками, якими вони були раніше, і стати найбільшими хуліганами в Японії.

## Персонажі
Такаші Міцухаші (яп. 三橋 貴志, Mitsuhashi Takashi)
Хитрий старшокласник. Він відмовився від звичайного шкільного життя і вирішив «з сьогоднішнього дня стати злочинцем», переїхавши до свого нового будинку в Чібі. Будучи дуже спортивною людиною, він використовував свій талант з єдиною метою — битися і насправді стає справжнім злочинцем. Щоб зробити свою зовнішність більш помітною, він перефарбував волосся у світлий колір. Будучи найбільш егоцентричною людиною в історії, він ставить власну безпеку вище за будь-чию, часто жертвує своїми «друзями» заради своєї справи. Він жадібний і хитрий. Хоча, під його диявольським характером ховається м'якша сторона, яка час від часу проявляється, особливо коли він злиться. Його стиль бою базується на швидкості, оскільки він ухиляється від більшості атак, дивуючись, коли йому доводиться блокувати через те, що він швидший за більшість людей, з якими він стикається. Його кохання — Ріко Акасака.
Шінджі Іто (яп. 伊藤 真司, Itō Shinji)
Повна протилежність Міцухаші, Іто — добра людина, яка бореться за справедливість. Як і Міцухаші, Іто перевівся на перший курс школи Нан. Як і його характер, його стиль боротьби також протилежний до Міцухаші; він неймовірно витривалий і часто витримує будь-які побої, навіть у найбезнадійніших ситуаціях. Хоча він може бути таким же сильним, як і Міцухаші, Іто б'ють набагато частіше, ніж Міцухаші, через те, що він часто жертвує собою, щоб захистити інших, а також чесно бореться в несправедливих ситуаціях або проти численних супротивників. Завдяки своїй допомозі він завойовує прихильність Кьоко, колишньої хуліганки, на початку серіалу.

## Медіа

### Манґа
Kyō Kara Ore Wa!! написаний та проілюстрований Хіроюкі Нішіморі. Вперше було опубліковано в журналі Shōnen Sunday Zōkan, який виходив щомісяця з 10 вересня 1988 року по 10 серпня 1990 року. Згодом він був переїхав до журналу Weekly Shōnen Sunday, де виходив з 19 вересня 1990 року по 5 листопада 1997 року. 38 томів манги були випущені з 14 грудня 1989 року по 18 березня 1998 року видавництвом Shogakukan.
Серія спеціальних нових розділів під назвою Kyō Kara Ore wa!!: Yūsha Sagawa to Ano Futari-hen (яп. 今日から俺は!!～勇者サガワとあの二人編～) були опубліковані в Shōnen Sunday S з 24 листопада 2018 року по 25 лютого 2019 року. Ці розділи були зібрані в єдиний том 18 квітня 2019 року.

#### Список томів
| №  | Дата виходу       | ISBN               |
| -- | ----------------- | ------------------ |
| 01 | 14 грудня 1989    | ISBN 4-09-122401-6 |
| 02 | 18 травня 1990    | ISBN 4-09-122402-4 |
| 03 | 18 жовтня 1990    | ISBN 4-09-122403-2 |
| 04 | 18 березня 1991   | ISBN 4-09-122404-0 |
| 05 | 18 квітня 1991    | ISBN 4-09-122405-9 |
| 06 | 18 червня 1991    | ISBN 4-09-122406-7 |
| 07 | 18 вересня 1991   | ISBN 4-09-122407-5 |
| 08 | 18 листопада 1991 | ISBN 4-09-122408-3 |
| 09 | 18 січня 1992     | ISBN 4-09-122409-1 |
| 10 | 18 березня 1992   | ISBN 4-09-122410-5 |
| 11 | 18 травня 1992    | ISBN 4-09-123051-2 |
| 12 | 17 липня 1992     | ISBN 4-09-123052-0 |
| 13 | 17 жовтня 1992    | ISBN 4-09-123053-9 |
| 14 | 18 лютого 1993    | ISBN 4-09-123054-7 |
| 15 | 18 травня 1993    | ISBN 4-09-123055-5 |
| 16 | 17 липня 1993     | ISBN 4-09-123056-3 |
| 17 | 18 жовтня 1993    | ISBN 4-09-123057-1 |
| 18 | 11 грудня 1993    | ISBN 4-09-123058-X |
| 19 | 18 березня 1994   | ISBN 4-09-123059-8 |
| 20 | 18 червня 1994    | ISBN 4-09-123060-1 |
| 21 | 10 серпня 1994    | ISBN 4-09-123391-0 |
| 22 | 10 грудня 1994    | ISBN 4-09-123392-9 |
| 23 | 18 березня 1995   | ISBN 4-09-123393-7 |
| 24 | 17 червня 1995    | ISBN 4-09-123394-5 |
| 25 | 18 липня 1995     | ISBN 4-09-123395-3 |
| 26 | 18 листопада 1995 | ISBN 4-09-123396-1 |
| 27 | 18 березня 1996   | ISBN 4-09-123397-X |
| 28 | 18 травня 1996    | ISBN 4-09-123398-8 |
| 29 | 10 серпня 1996    | ISBN 4-09-123399-6 |
| 30 | 18 жовтня 1996    | ISBN 4-09-123400-3 |
| 31 | 18 січня 1997     | ISBN 4-09-125181-1 |
| 32 | 18 березня 1997   | ISBN 4-09-125182-X |
| 33 | 17 травня 1997    | ISBN 4-09-125183-8 |
| 34 | 18 липня 1997     | ISBN 4-09-125184-6 |
| 35 | 18 жовтня 1997    | ISBN 4-09-125185-4 |
| 36 | 10 грудня 1997    | ISBN 4-09-125186-2 |
| 37 | 18 лютого 1998    | ISBN 4-09-125187-0 |
| 38 | 18 березня 1998   | ISBN 4-09-125188-9 |

### Аніме
Манґу було адаптовано в 10-серійний оригінальний відеоанімаційний серіал (OVA) студією Pierrot. Серії виходили з 1 квітня 1993 року по 21 грудня 1997 року.

### Серіал
Toei Video випускали серіал для домашнього перегляду:
- Kyō Kara Ore Wa!! (яп. 今日から俺は!!) — 8 січня 1993[51]
- Kyō Kara Ore Wa!! 2 (яп. 今日から俺は！！　２) — 9 липня 1993[52]
- Kyō Kara Ore Wa!! Nan demo ari no 17 sai (яп. 今日から俺は！！電撃の１７才) — 13 січня 1995[53]
- Kyō Kara Ore Wa!! Guts daze 17 sai (яп. 今日から俺は！！ガッツだぜ１７才) — 11 квітня 1997[54]
- Kyō Kara Ore Wa!! Arashi wo yobu 17 sai (яп. 今日から俺は！！嵐を呼ぶ１７才) — 9 травня 1997[55]

#### Фільм 1994 року
Повнометражний фільм за участю того ж акторського складу, що і в серіалі, вийшов на екрани 19 лютого 1994 року.

### Дорама
Манґа була адаптована в дораму в 2018 році з Кенто Каку в ролі Такаші Міцухаші, Кентаро в ролі Шінджі Іто, Нана Сейно в ролі Ріко Акасаки та Канною Хашімото в ролі Кьоко Хаякави як головних героїв. Серіал транслювався протягом десяти епізодів на Nippon TV з 14 жовтня по 16 грудня 2018 року.

#### Фільм 2020 року
У квітні 2019 року було оголошено про зйомки повнометражного фільму за участю акторів дорами. Прем'єра фільму, дистриб'ютором якого стала компанія Toho, відбулася 17 липня 2020 року.

## Сприйняття
Станом на березень 2018 року тираж манги перевищив 40 мільйонів примірників.